# Марк Скотт
Марк Скотт (англ. Marc Scott, нар. 21 грудня 1993) — британський легкоатлет, який спеціалізується в бігу на середні та довгі дистанції, рекордсмен Європи в приміщенні.

## Спортивні досягнення
Друге місце у бігу на 3000 метрів на командному чемпіонаті Європи (2017).
Фіналіст (5-е місце у бігу на 5000 метрів) чемпіонату Європи (2018).
9-е місце у дорослому забігу (10,3 км) на чемпіонаті Європи з кросу (2018).
Учасник Олімпійських ігор-2021. У бігу на 5000 метрів не пройшов далі забігу, а у бігу на 10000 метрів — був 14-м на фініші.
Учасник чемпіонатів світу (2017, 2019) у бігу на 5000 метрів — щоразу не вдавалось вийти до фіналу з попереднього забігу.
Фіналіст чемпіоната Європи серед молоді (6-е місце у бігу на 10000 метрів).
Фіналіст чемпіоната Європи з кросу у забігах серед молоді (4-е місце у 2015 році та 7-е місце у 2014 році).
Чемпіон Великої Британії у бігу на 5000 метрів (2018, 2020).
Двічі встановлював рекорди Європи в приміщенні з бігу на 5000 метрів:
- 27 лютого 2020 на змаганнях «Boston University Last Chance Invitational» в Бостоні встановив новий рекорд Європи з бігу на 5000 метрів у приміщенні (13.08,87), перевершивши попереднє досягнення співітчизника Мо Фари, встановлене у 2017 (13.09,16)[1]. На цьому ж змаганні німкеня Констанце Клостергальфен також встановила новий європейський рекорд з бігу на 5000 метрів[2];
- 12 лютого 2022 на змаганнях «David Hemery Valentine Invitational» у Бостоні покращив власний рекорд, ставши першим в історії європейським бігуном, який вибіг на 5-кілометровій дистанції в приміщенні з 13-ти хвилин — 12.57,03[3].

Рекордсмен Великої Британії у шосейному бігу на 5 кілометрів.